# Kanton Salernes
Kanton Salernes (fr. Canton de Salernes) je francouzský kanton v departementu Var v regionu Provence-Alpes-Côte d'Azur. Tvoří ho tři obce.

## Obce kantonu
- Salernes
- Tourtour
- Villecroze